# Söderharun (vid Boskär, Nagu)
Söderharun är en klippa nära Boskär i Nagu,  Finland.   Den ligger i Pargas stad i den ekonomiska regionen  Åboland  och landskapet Egentliga Finland. Ön ligger omkring 3 kilometer väster om Boskär, omkring 22 kilometer sydväst om Nagu kyrka,  57 kilometer sydväst om Åbo och 180 km väster om Helsingfors. Närmaste allmänna förbindelse är förbindelsebryggan vid Nagu Berghamn som trafikeras av M/S Eivor och M/S Cheri.
Terrängen runt Söderharun är mycket platt.  Närmaste större samhälle är Korpo, 17,4 km nordväst om Söderharun. 